# Friedrich Lang (Theologe)
Friedrich Lang (* 6. September 1913 in Grötzingen; † 9. März 2004 in Tübingen) war ein deutscher Pfarrer und Theologe. Von 1956 bis 1970 war er Ephorus des Tübinger Stiftes.

## Leben und Wirken
Friedrich Lang studierte am Tübinger Stift von 1933 bis 1937 evangelische Theologie. In Tübingen wurde er Mitglied der Studentenverbindung AV Nicaria im SB. Er galt als ein bodenständiger württembergischer Pfarrer. Nach sieben Jahren Kriegsdienst und Kriegsgefangenschaft promovierte er 1951 in Tübingen mit einer bibel-wissenschaftlichen und religionsgeschichtlichen Dissertation zum Doktor der Theologie.
Er lehrte von 1951 bis 1956 Neues Testament an der Kirchlichen Hochschule Wuppertal. Von 1956 bis 1970 war er Ephorus des Evangelischen Stiftes in Tübingen. 
Nach der Ablehnung eines Rufes nach Göttingen war er von 1962 bis zu seiner Emeritierung im Jahr 1979 auf dem neu geschaffenen dritten neutestamentlichen Lehrstuhl Professor für Neues Testament an der Evangelisch-Theologischen Fakultät der Eberhard Karls Universität Tübingen. 
Friedrich Lang hat sich vor allem durch seine Kommentierung der Briefe des Paulus an die Korinther wissenschaftliche Verdienste erworben. Als Mitglied der württembergischen Landessynode setzte er sich erfolgreich dafür ein, dass Frauen Pfarrerinnen werden konnten. 
Er arbeitete intensiv in einer Kommission der Evangelischen Kirche in Deutschland an der Revision der Lutherbibel mit. Sein Focus lag dabei auf dem Neuen Testament. Seine Predigtmeditationen gelten als Kabinettstücke einer exegetisch wie hermeneutisch verantworteten Schriftauslegung.
Friedrich Lang fand seine letzte Ruhestätte auf dem Bergfriedhof in Tübingen. Oswald Bayer beschrieb ihn in seinem Nachruf als einen liebenswerten Menschen, der großes Vertrauen ausstrahlte. Offenheit und Hörbereitschaft, Verlässlichkeit und Güte kennzeichneten ihm, laut Bayer, ebenso wie eine in der Bindung an die Sache der Theologie begründete Bescheidenheit, der jede professorale Eitelkeit fremd war.